# Laura Ferretti
Laura Ferretti, plus connue comme La Ferretti, est née le 13 août 1975 à Río Tercero, Córdoba. Elle est une actrice argentine résidant à Miami. Elle commence sa carrière artistique à quatorze ans, en gagnant un concours de beauté sur sa terre natale, à Córdoba, en Argentine.

## Carrière
Elle commence sa carrière en participant à diverses émissions de télévision, des défilés de Haute Couture, des photos tout en poursuivant en parallèle ses études universitaires en marketing. Elle a participé à l'émission de Univisión Sábado Gigante et à la telenovela Las dos caras de Ana.
Après dix ans de mariage, elle divorce.
Elle a animé des remises de prix en parlant en espagnol ou en anglais dans des évènements importants à la télévision. Elle-même en a reçu également comme celui de la Meilleure Actrice, le prix de l'actrice révélation de l'année 2007 "Premio Latino" à New York. Elle a été récompensée avec le prix des Affiches à Miami en 2008.
Au théâtre elle a joué une protagoniste dans la pièce Crónicas desquiciadas de Indira Páez en 2007. En 2008 et au début de 2009, elle joue dans Mujeres de par en par de Indira Páez.

## Filmographie

### Telenovelas
- 2001 : Los metiches
- 2006 : Las dos caras de Ana : Solange
- 2007 : Acorralada : Virginia
- 2007 : Tomalo Suave : Laura
- 2008 : Amor comprado : Teresa de la Fuente
- 2008 : Gabriel, amor inmortal : Maribel Delgado
- 2011 : Sacrificio de mujer : Frida Meyer
- 2011 : Mi corazón insiste... en Lola Volcán : Elvira Duval
- 2011 : La mariposa : Raquel Menedez
- 2012 : Corazón valiente : Trinidad Giron
- 2013 : Qué pobres tan ricos : Valeria Malave[3]

### Films
- 2005 : Nuevo Momento (Puerto Rico Film)
- 2006 : Las Vecinas (Jorvi Entertainment Productions) : La Lupe

## Théâtre
- 2005 : Frankie and Johnnie (Théâtre Globo - Miami)
- 2006 : Don Juan Tenorio (Théâtre Artime - Miami)
- 2007 : Un Adán sin Eva (Miami)
- 2007 : Crónicas Desquiciadas
- 2008 : Mujeres de Par en Par (Kimbara Cumbara Cafe Teatro - Miami)